# Merced (Califórnia)
Merced é uma cidade localizada no estado americano da Califórnia, no condado de Merced, do qual é sede. Foi incorporada em 1 de abril de 1889.

## Geografia
De acordo com o United States Census Bureau, a cidade tem uma área de 60,4 km², onde todos os 60,4 km² estão cobertos por terra.

### Localidades na vizinhança
O diagrama seguinte representa as localidades num raio de 32 km ao redor de Merced.

## Demografia
Segundo o censo nacional de 2020, a sua população é de 86 333 habitantes. É a cidade mais populosa do condado de Merced. Possui 27 446 residências, que resulta em uma densidade de 454,42 residências/km².